# Daihiniella bellicosa
Daihiniella bellicosa är en insektsart som först beskrevs av Scudder, S.H. 1894.  Daihiniella bellicosa ingår i släktet Daihiniella och familjen grottvårtbitare. Inga underarter finns listade i Catalogue of Life.